# Nāḩiyat Markaz as Suwaydā'
Nāḩiyat Markaz as Suwaydā' (arabiska: ناحية مركز السويداء) är ett subdistrikt i Syrien.   Det ligger i provinsen as-Suwayda', i den sydvästra delen av landet, 100 km söder om huvudstaden Damaskus.
Trakten runt Nāḩiyat Markaz as Suwaydā' består till största delen av jordbruksmark. Runt Nāḩiyat Markaz as Suwaydā' är det glesbefolkat, med 10 invånare per kvadratkilometer.